# Ocyptamus johnsoni
Ocyptamus johnsoni är en tvåvingeart som först beskrevs av Charles Howard Curran 1934.  Ocyptamus johnsoni ingår i släktet Ocyptamus och familjen blomflugor.
Artens utbredningsområde är Guyana. Inga underarter finns listade i Catalogue of Life.